# Милятин (Володимирський район)
Миля́тин — село в Україні, у Павлівській сільській громаді Володимирського району Волинської області. Населення становить 660 осіб.

## Географія
Селом протікає річка Стрипа.

## Історія

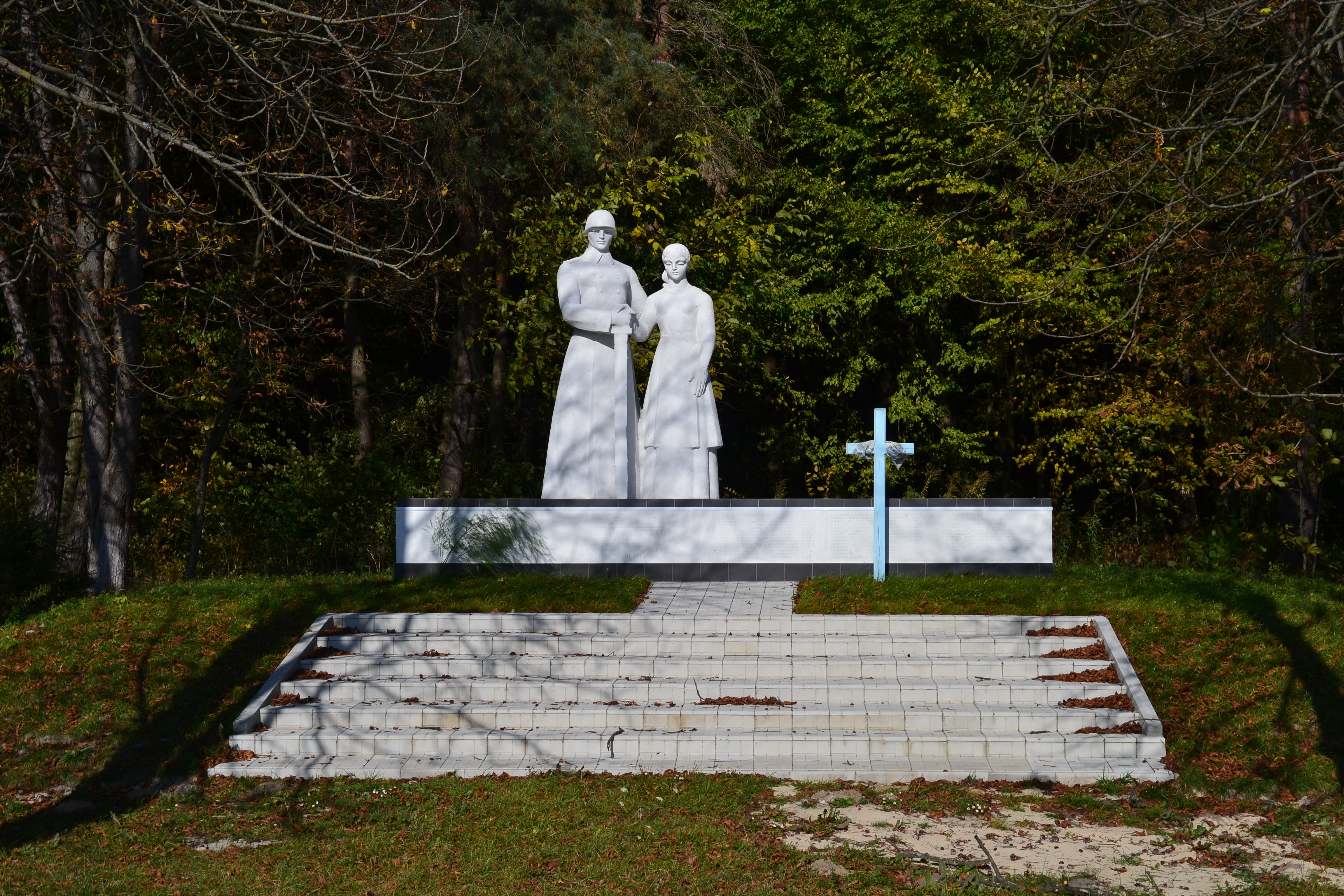
Пам'ятник землякам, загиблим у Другій світовій війні

1537 року король Сигізмунд I Старий надав привілей для братів Федора та Гаврила Васильовичів Бокіїв, у якому дозволив їм заснувати місто поблизу невеликого дерев'яного замку, збудованого їх батьком Василем Івановичем.
За даними Державного архіву, у 1894 році Милятин — це невеличке містечко з населенням 227 осіб, з них: 113 чоловіків і 114 жінок.
1894 року в містечку діяли одна православна церква, молитовний єврейський будинок.
У 1906 році містечко Порицької волості Володимир-Волинського повіту Волинської губернії. Відстань від повітового міста 41 верст, від волості 10. Дворів 49, мешканців 492.
12 червня 2020 року, відповідно до розпорядження Кабінету Міністрів України № 708-р «Про визначення адміністративних центрів та затвердження територій територіальних громад Волинської області», увійшло до складу Павлівської сільської територіальної громади.
19 липня 2020 року, в результаті адміністративно-територіальної реформи та ліквідації  Іваничівського району, село увійшло до новоутвореного Володимир-Волинського району (від 18 липня 2022 Володимирського).

## Населення
Згідно з переписом УРСР 1989 року чисельність наявного населення села становила 661 особа, з яких 291 чоловік та 370 жінок.
За переписом населення України 2001 року в селі мешкало 660 осіб.

### Мова
Розподіл населення за рідною мовою за даними перепису 2001 року:
| Мова       | Відсоток |
| ---------- | -------- |
| українська | 99,24 %  |
| білоруська | 0,45 %   |
| російська  | 0,30 %   |

## Релігія
- Свято-Парасківська церква побудована в 1779 році. Пам'ятка архітектури державного значення. Церква побудована як греко-католицька. Оформлення фасаду характерне для доби пізнього бароко.

## Освіта
Однокласна церковно-приходська школа заснована в 1894 році. Діє ЗОШ I—II ст. с. Милятин, офіційний сайт — http://myliatyn.ivosvita.org/ [Архівовано 26 лютого 2020 у Wayback Machine.]

## Відомі люди
- Грицюк Михайло Михайлович — солдат, розвідник 3-го батальйону 51-ї окремої механізованої бригади Сухопутних військ ЗС України; загинув під час проведення антитерористичної операції на сході України.